# Isabel Barceló Chico
Isabel Barceló Chico (Sax, Alicante) es una escritora española licenciada en Filosofía y Letras.

## Biografía
Nacida en Sax, provincia de Alicante, Isabel Barceló Chico se lincenció en Filosofía y Letras en la Universidad de Valencia, ciudad en la que reside desde 1970. Hasta el momento de su jubilación, compaginó su labor literaria con la de responsable del inventario y control de bienes muebles del Patrimonio Histórico y Cultural del Ayuntamiento de Valencia.
Le fue concedida en el año 2004, por el Ministerio de Asuntos Exteriores, la beca Valle Inclán para una estancia de 6 meses en la Real Academia de España en Roma. Ha publicado numerosos artículos y relatos cortos en España y en México. Entre sus obras publicadas destacan Descubriendo tesoros. Los museos de Valencia, un recorrido por museos públicos y privados de esta ciudad, Valencia, una visión general de la misma  y Guía de Valencia y su provincia, esta última en coautoría con Alejandro Lillo, teniendo todas ellas el objetivo de divulgar el patrimonio histórico y cultural valenciano. Es autora de la novela juvenil Tope secreto. El secuestro de la luna y de las novelas históricas Dido, reina de Cartago (2008), finalista de los Premios de la Crítica de la Comunidad Valenciana y La muchacha de Catulo
(2013), así como los mitos novelados Perseo y la mirada de Medusa (2016), Orfeo desciende a los infiernos (2017), La fundación de Roma (2017), La ira de Medea (2017) y Las flechas de Eros (2017), en la colección de mitología Gredos, traducidas al francés y al italiano. Su última obra publicada es el ensayo divulgativo Mujeres de Roma. Heroísmo, intrigas y pasiones (2018, Editorial Sargantana). Se trata de un libro en el que recorre la geografía y la historia de Roma de la mano de algunas de sus protagonistas femeninas y que mereció el Premio de la Crítica de la Comunidad Valenciana de 2019, en la modalidad de ensayo, otorgado por la Asociación de Escritores y de Críticos Literarios de la Comunidad Valenciana, CLAVE. En 2021 publicó Lucrecia Borgia (1480-1519) Bajo una nueva luz (Editorial Sargantana), escrito tomando como referencia las 727 cartas escritas por el personaje y que se han conservado.
El año 2012 fue coguionista, junto a María García-Lliberós Sánchez-Robles, del documental "La Bori, diva universal", realizado por Lluís Miquel Campos.
También destaca como conferenciante, con temas siempre relacionados con mujeres y con la creación literaria. Participa en numerosos clubs de lectura como escritora invitada y en mesas redondas organizadas por diversas instituciones públicas y privadas.
.
.
.